# Alfons III d'Astúries
Alfons III d'Astúries (c. 848 - Zamora, 20 de desembre, 910), dit el Gran (castellà: el Magno), va ser rei d'Astúries (866 - 910) fins a la seva abdicació, poc abans de la seva mort. Fou el fill i successor del rei Ordoni I i de la reina Múnia. Després de la seva mort, les seves possessions varen ser dividides entre els seus fills: Garcia va heretar Lleó, Ordoni heretà Galícia i Fruela va heretar Astúries.

## Biografia
Fill d'Ordoni I d'Astúries i la seva muller Múnia.

### Regnat i conquestes
Alfons III va ser succeir al seu pare després de la seva mort el 27 de maig de l'any 866. Es desconeix la data exacta de la coronació, però algunes cròniques la datan erròniament uns dies abans de la mort del seu pare d'Ordoni I. Segons la Crònica Albedense, el monarca va accedir al tron amb 18 anys.
Els inicis del seu regnat van ser difícils. El mateix any 866 va rebel·lar-se en contra seva Fruela Bermúdez, el comte de Lugo, que va disputar-li la corona i, fins i tot, sembla que va arribar a usurpar-hi el tron, tot forçant que Alfons III a refugiar-se a Àlaba. Segons les cròniques, la revolta va durar molt de temps; mentre que, per la seva banda, Gonzalo Martínez explica que feia poc temps que la monarquia havia passat de ser electiva a hereditària i, per tant, podia ser que hi haguessin veus en contra de la successió dinàstica. En opinió de Manuel Carriedo, també hi ha la possibilitat que la justificació d'aquesta disputa hagués estat el matrimoni del comte Fruela amb una filla d'Ordoni I, pare d'Alfons III, perquè d'altra forma una rebel·lió d'aquesta mena hauria estat impensable.
La revolta va ser finalment sufocada i Alfons III va recuperar la corona gràcies a l'ajuda del comte Roderic de Castella, que es va enfrontar el 866 als partidaris de Fruela. Segons la Crònica de Sampiro, els magnats de la ciutat d'Oviedo van decidir executar el comte i Alfons va ser reconegut pacíficament per tots com a successor del pare. Pràcticament paral·lela a la revolta del comte Fruela, el 867 va esclatar una altra revolta a la zona basca, que segons la Crònica de Sampiro, estaven encapçalats pel comte Eylo. Totes aquestes revoltes, en opinió de l'historiador Julio Valdeón, semblen indicar una vella tendència de gallecs i bascos, situats en els confins occidental i oriental del regne, respectivament, d'escindir-se'n.
En la seva expansió va conquerir el 868 la ciutat de Porto i el 878 la de Coïmbra, i el 884 va ordenar a Diego Rodriguez Porcelos l'any 884 quan Alfons, intentant frenar els atacs musulmans, va ordenar al comte Diego Rodriguez crear Ubierna, i una ciutat sobre les vores de l'Arlanzón, Burgos.

### Fi del reu regnat
Segons Sampiro, al final dels seus dies els seus fills (Garcia, Ordoni, Gonçal, Fruela i Ramir) varen conspirar contra ell instigats pel comte de Castella Nunió Nunes, pare de Múnia, dona de Garcia. Quan el rei va capturar a Garcia, el seu sogre Nunió va provocar un aixecament amb l'ajut de la dona del propi rei, Ximena, i dels seus fills, Ordoni i Fruela, que va forçar el rei a abdicar. Segons la Crònica General d'Espanya del futur rei Alfons X el Savi, la reina Ximena «va bastir aquests castells, en terres de Lleó, Alba, Gordó, Arboli i Luna, i els va donar a son fill l'infant don Garcia». El castell de Luna tenia la importància d'acollir el tresor regi. Alfons III, segons Sampiro, va ser relegat a Boides, un llogaret proper a San Salvador de Valdediós. Després va peregrinar a Sant Jaume de Galícia, i va realitzar una expedició militar autoritzada per García per terres de Mèrida. Va morir per causes naturals la mitjanit del 20 de desembre de 910 a Zamora, al retorn de la incursió. A les cròniques d'Ibn Hayyan són narrats aquests fets.

### Mort i sepultura
Alfons III va morir a la ciutat de Zamora el 20 de desembre del 910 a mitjanit. El seu cadàver va ser conduït a la ciutat d'Astorga i enterrat a la catedral de dita ciutat, en la qual posteriorment també va ser sepultada la seva esposa, la reina Ximena d'Astúries, qui va morir dos anys després el 912. Posteriorment, l'any 986, les restes d'Alfons III i les de la seva esposa van ser traslladades, per ordre del rei Beremund II de Lleó, a la ciutat d'Oviedo, ja que el monarca temia que les restes mortals de tots dos fossin profanades per les tropes musulmanes dirigides per Almansor, que en aquells moments avançaven cap al regne de Lleó, sent dipositats al panteó de reis de la capella de la Nostra Senyora del Rei Cast de la catedral d'Oviedo, on es trobaven sepultats nombrosos membres de la reialesa asturlleonesa.
Alfons III va morir a Zamora el 20 de desembre del 910. Amb la seva mort, la capital es trasllada d'Oviedo a Lleó, i el regne fou repartit entre els seus tres fills.

## Matrimoni i descendència
Es va casar amb Ximena d'Astúries, de qui es desconeix la filiació, tot i que hom l'ha suposat d'ascendència navarresa. El casament s'hauria celebrat entre el 28 de maig i el 20 de desembre del 873. Van tenir els següents fills:
- L'infant Garcia I Adefónsiz de Lleó (c. 871-914), primogenit i futur rei de Lleó (910-914).
- L'infant Ordoni I Adefónsiz de Galícia (c. 873-924), futur rei de Galícia (910-924) i posteriorment rei de Lleó (914-924) a la mort de son germà.
- L'infant Fruela II Adefónsiz d'Astúries (c. 875-925), futur rei d'Astúries (910-925) i rei de Lleó (924-925) a la mort d'Ordoni I.
- L'infant Gonçal d'Astúries  (m. c. 920), abat a Oviedo. Va confirmar nombrosos privilegis de l'època, emesos pels seus pares i germans, i fou ardiaca de la catedral d'Oviedo.[15]
- L'infant Ramir.
- L'infant Beremund d'Astúries.

## Obra cultural

### Cronística
Va ordenar la redacció de tres cròniques, en les quals refà la història presentant el Regne d'Astúries com a hereu directe del regne visigot, el que s'ha anomenat com a discurs goticista o neogoticista: la Chronicon Albeldense (c. 881), Chronica Prophetica (c. 883) i la Crònica d'Alfons III (c. 911).